# نمایاب

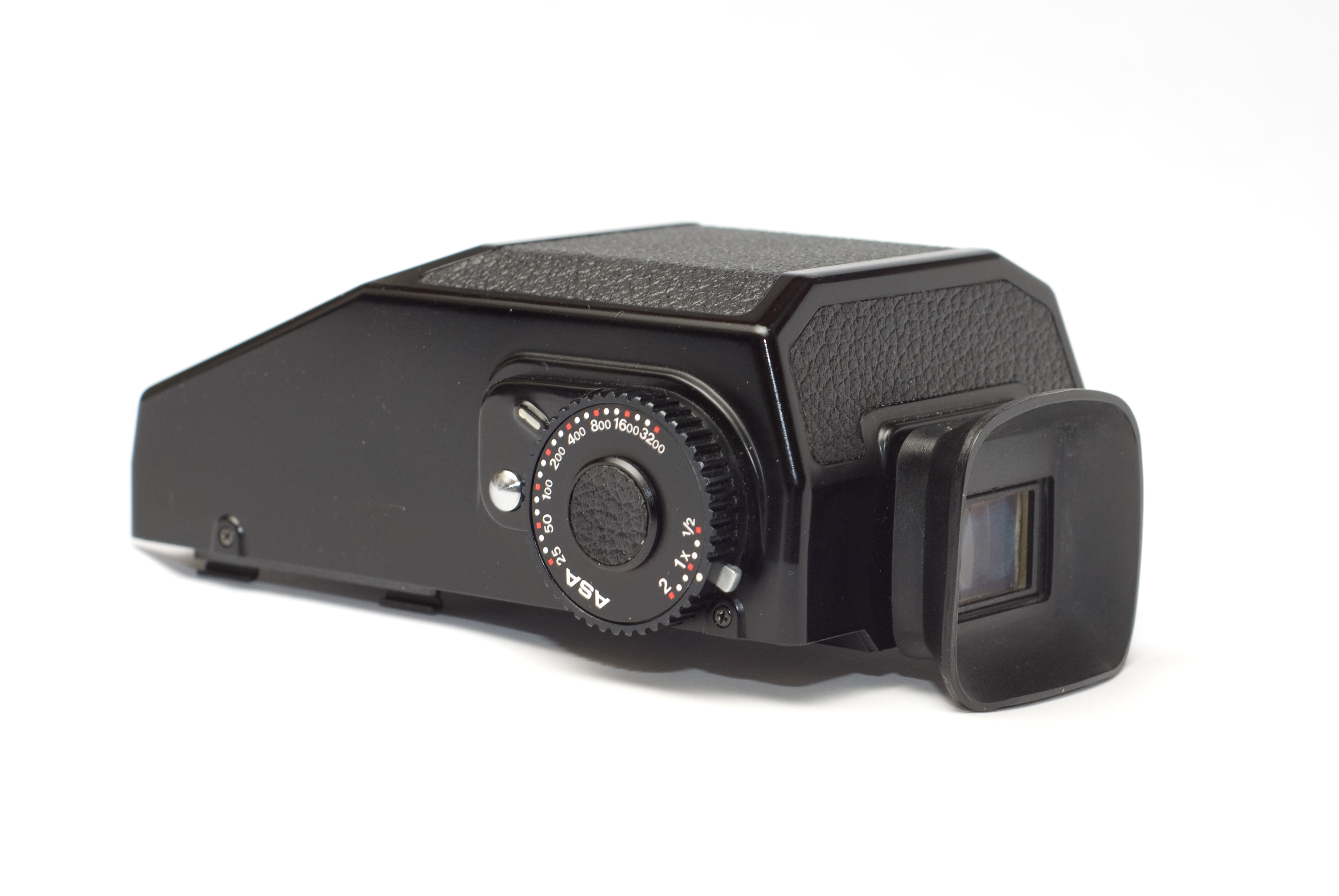
یک نمایاب چشمی برای دوربین برونیکا، سری ای‌تی‌آر.

در عکاسی، نَمایاب  پنجره‌ای است که برای مشاهده تصویر و تنظیم کادر عکس استفاده می‌شود.
عدم تطابق تصویر نمایاب با تصویری که از طریق لنز وارد دوربین می‌شود می‌تواند مشکل‌ساز شود.
سامانه نمایاب دوربین‌های تمام‌خودکار پنجره کوچکی است که در بالای لنز (معمولا در بالای لنز و در سمت راست) قرار می‌گیرد و هیچ ارتباطی میان آن و لنز وجود ندارد.
عکاس از این پنجره فقط برای تنظیم کادر استفاده می‌کند و اطلاعی از فوکوس بودن یا نبودن تصویر ندارد.

## انواع نمایاب‌ها

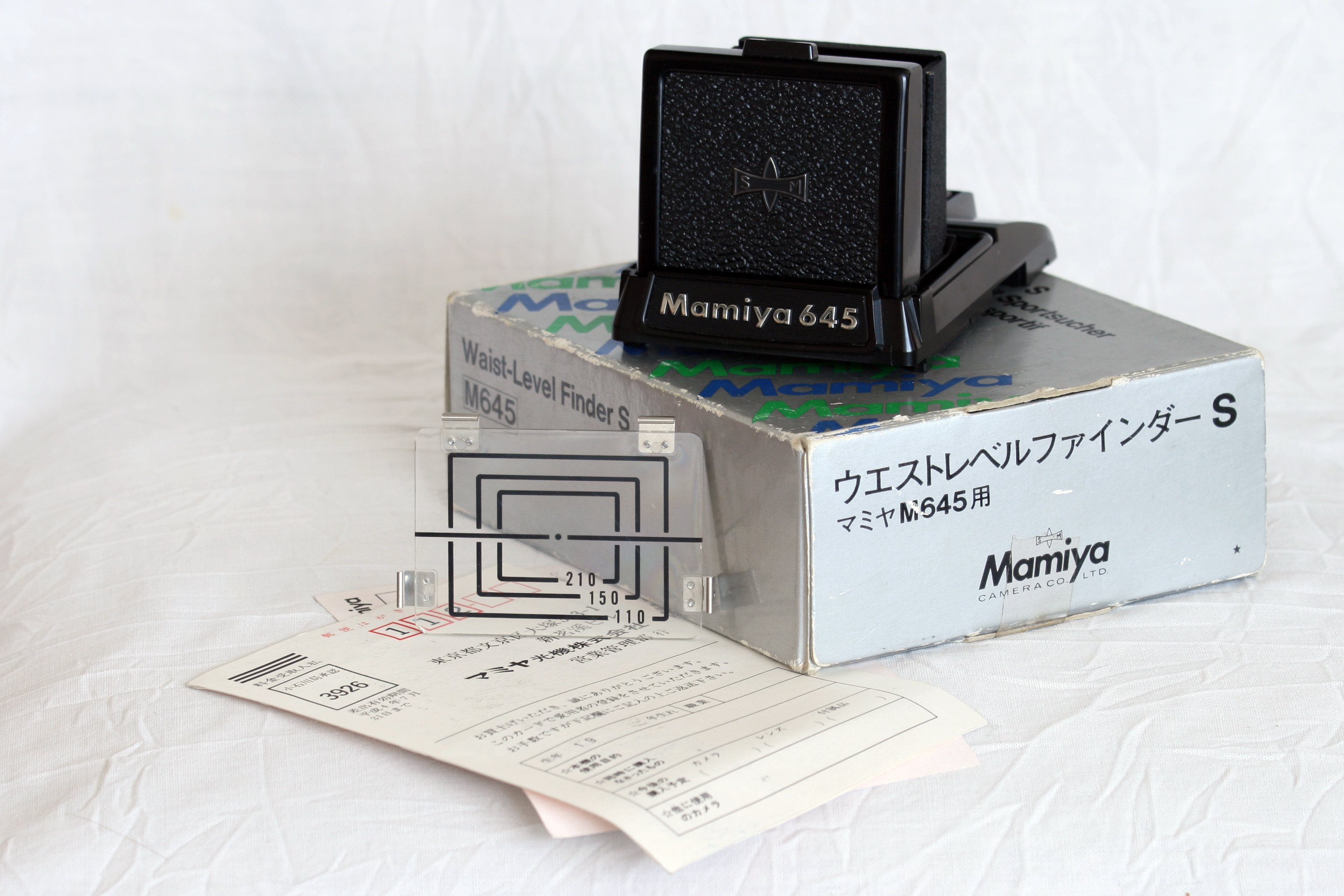
نمایاب سطح سینه دوربین مامیا 645 1000S

نمایاب‌ها به دو نوع کلی چشمی و سطح سینه‌ای تقسیم می‌شوند که هر کدام دارای انواع اپتیک و غیر اپتیک هستند. نمایاب‌های اپتیک نور را با عناصر اپتیکی به چشم انسان هدایت می‌کنند، ولی نمایاب‌های غیر اپتیک تصویری را که روی سنسور نقش می‌بندد، می‌خوانند و در LCD کوچکی که در محل سنتی نمایاب قرار دارد، نمایش می‌دهند. 
نمایاب‌ها را می‌توان به دو گروه، نمایاب‌های TTL و نمایاب‌های غیر TTL نیز تقسیم کرد.